# ردود الفعل الأوروبية على حرب لبنان 2006
ردود الفعل على حرب لبنان 2006 من الدول الأوروبية.

## النمسا
دعا وزير الخارجية النمساوي أورسولا بلاسنيك إلى وقف فوري للأعمال العدائية في لبنان. قال بلاسنيك أن «استخدام القوة العمياء يجب أن يتوقف». قالت: «أناشد الجيش الإسرائيلي وحزب الله على محمل الجد وقف هجماتهما ولم يعودا يعارضان الجهود الدبلوماسية» لإنهاء الصراع.

## بلجيكا
قال وزير الخارجية كاريل دي جوشت ورئيس الوزراء جاي فيرهوفشتان أن إسرائيل لها الحق في الدفاع عن نفسها لكنها استجابت الآن بعنف مفرط. كما دعا فيرهوفشتان إلى إطلاق سراح الجنود الإسرائيليين الذين تم أسرهم. أعرب الزعيم البلجيكي اللبناني للجامعة العربية الأوروبية دياب أبو جهجه عن رغبته في الذهاب إلى لبنان لمحاربة إسرائيل.

## البوسنة والهرسك
قال الممثل السامي السابق بادي أشداون: «ليس موقف حزب الله الذي يضعف الآن بل هو إسرائيل وكان هدف الحرب المعلنة هو تدمير حزب الله وليس من الواضح لماذا فشلت في القيام بذلك باحتلال لبنان وتحقيقه بالقصف».

## بلغاريا
أعربت بلغاريا عن قلقها إزاء التوتر المتزايد في منطقة الشرق الأدنى وفقا لما ذكره المتحدث باسم وزارة الخارجية ديميتار تسانشيف في بيان صحفي: «إننا ندين اختطاف الجنديين الإسرائيليين ونرى أن المنظمة اللبنانية الشيعية حزب الله يجب أن تطلق سراحهم فورا ووقف إطلاق النار على الأراضي الإسرائيلية». أضاف البيان: «إننا ندين بشدة تفجير الجيش الإسرائيلي على لبنان الذي أسفر عن مقتل عشرات المواطنين اللبنانيين الأبرياء وأن على إسرائيل الامتناع عن مثل هذه الأعمال وكسر حدود لبنان».

## الدانمرك
قال وزير الخارجية الدنماركي بير ستيغ مولر أن الحكومة اللبنانية تتحمل مسؤولية منع وقوع هجمات إرهابية أخرى من حزب الله في جنوب لبنان. لإسرائيل الحق في التصرف دفاعا عن النفس ولكنها ملزمة أيضا بعدم استخدام تدابير قوية جدا.

## فنلندا
أصدرت فنلندا التي تتولى حاليا الرئاسة الدورية للاتحاد الأوروبي البيان التالي: «إن الاتحاد الأوروبي يشعر بقلق بالغ من الاستخدام غير المتناسب للقوة من قبل إسرائيل في لبنان ردا على هجمات حزب الله على إسرائيل وتأسف الرئاسة لفقدان المدنيين وتدمير البنية التحتية المدنية ولا يمكن تبرير فرض الحصار الجوي والبحري على لبنان».
انتقد وزير الخارجية الفنلندي إركي تووميويا ممثلا للاتحاد الأوروبي في إسرائيل الهجمات الدقيقة الإسرائيلية لضرب الجميع باستثناء حزب الله بعد مقتل أربعة من قوات حفظ السلام التابعة للأمم المتحدة بمن فيهم فنلندي في جنوب لبنان. «يمكن لإسرائيل أن تدمر لبنان في حين تركت حزب العصابات حزب الله سليم» ذكر تووميويا في 11 أغسطس.

## فرنسا
قال وزير الخارجية الفرنسي فيليب دوست بلازي أن الهجوم الإسرائيلي على لبنان «عمل غير متناسب من الحرب مع نتائج سلبية» يمكن أن «يغرق لبنان في أسوأ سنوات الحرب مع هروب آلاف اللبنانيين الذين كانوا في عملية إعادة بناء بلادهم». أدان دوست بلازي أيضا هجمات حزب الله الصاروخية وخطف الجنود الإسرائيليين وطالبوا بالإفراج الفوري وغير المشروط ودعا جميع الأطراف إلى «ضبط النفس وليس الانخراط في حلقة من العنف الذي سيكون فيه السكان المدنيون أول الضحايا».
شكك الرئيس الفرنسي جاك شيراك في الهجوم الإسرائيلي على لبنان في 14 يوليو. إلا أن راديو الجيش الإسرائيلي ذكر في وقت لاحق أن شيراك أبلغ سرا رئيس الوزراء الإسرائيلي إيهود أولمرت أن فرنسا ستؤيد الغزو الإسرائيلي لسوريا والإطاحة بحكومة الرئيس بشار الأسد وتعهد باستخدام الفيتو ضد أي تحركات ضد إسرائيل في الأمم المتحدة أو الاتحاد الأوروبي.

## ألمانيا
قالت المستشارة أنغيلا ميركل: «إننا ندعو القوى في المنطقة إلى السعي إلى تهدئة الوضع ولا يمكننا الخلط بين السبب والنتيجة ونقطة الانطلاق هي الاستيلاء على الجنود الإسرائيليين ومن المهم أن تقوم الحكومة في لبنان بطريق سلمي ولكن يجب أن يكون واضحا أن أسر [الجنود] لا يمكن التسامح معه ولم تبدأ الهجمات من الجانب الإسرائيلي ولكن من جانب حزب الله». يوم الأحد أعربت وزيرة التنمية الألمانية هيديماري فيتشوريك زيول عن انتقادها لهجمات إسرائيل على البنية التحتية المدنية في لبنان ووصفتها بأنها «غير مقبولة على الإطلاق».

## اليونان
حث المتحدث إيفانجيلوس أنطوناروس حزب الله على إطلاق سراح الجنود الإسرائيليين. قال المتحدث: «إن اليونان تعرب عن قلقها الشديد وتشعر بالقلق الشديد». قال: «إنه من الضروري أن يوقف حزب الله على الفور الجنود الذين يؤخذون كرهائن لوقف الوضع وتدعو اليونان حكومة إسرائيل إلى تجنب استخدام القوة المفرطة والقاسية التي لا يمكن أن توفر حلا للجبهة المشكلة».
جرت مظاهرة في 25 يوليو بالقرب من سفارة الولايات المتحدة وشعارات مثل «تسقط الولايات المتحدة وإسرائيل».

## إيطاليا
قال وزير الخارجية الإيطالي ماسيمو داليما: «إن لدينا انطباعا بأن رد فعل (إسرائيل) غير متناسب وخطير للعواقب التي يمكن أن تترتب عليها وأعتقد أن هذا بغض النظر عن بعض الفروق الدقيقة هو الطريقة التي يقوم بها المجتمع الدولي بأسره يرى الوضع». أضاف: «إننا نعمل من أجل التحركات التي يقوم بها الاتحاد الأوروبى ومجموعة الثماني خلال الساعات القليلة القادمة لوقف دوامة العنف» مشيرا إلى اجتماع مجموعة الثماني المقرر عقده في عطلة نهاية الأسبوع في سان بطرسبرج. كما أدان هجوم حزب الله على الجنود الإسرائيليين بأنه «غير مقبول» مضيفا أن روما طلبت الإفراج عن الجنود المحتجزين كرهائن.
في 16 يوليو كانت هناك تقارير تفيد بأن إيطاليا تحاول التوصل إلى اتفاق بين إسرائيل ولبنان. سيوافق الإسرائيليون على وقف إطلاق النار فورا على شرطين:
- عودة الجنديين اللذان تم أسرهما في 12 يوليو.
- يتعين على الجيش / حكومة لبنان أن يضمن انسحاب حزب الله إلى نهر الليطاني.[12]

## أيرلندا
قال وزير الخارجية ديرموت أهيرن: «من مصلحة الجميع في المنطقة الآن أن تعمل جميع الأطراف بشكل عاجل على النداءات المتكررة لممارسة ضبط النفس وأن تتعاون مع الجهود الدبلوماسية لحل الأزمة دون مزيد من الموت والمعاناة. تتحمل الحكومة الإسرائيلية مسؤولية خاصة وفورية في هذا الصدد».
في 26 يوليو قال السيد ديرموت أهيرن لرت نيوز أن الضابط الأيرلندي الذي يعمل كحلقة وصل بين الأمم المتحدة وقوات الدفاع الإسرائيلية قد حذرهم ست مرات (قبل الغارة الجوية التي أودت بحياة أربعة من مراقبي الأمم المتحدة) بأن قصفهم كان قريبا جدا من مواقع الأمم المتحدة. استمر السيد أهيرن في أن يكون الوفاة نتيجة لحادث لا يصدق أو استهداف متعمد. تم نقل المخاوف إلى السفير الإسرائيلي لدى جمهورية إيرلندا دانيال ميجيدو.
في أعقاب الغارة الجوية الإسرائيلية على قانا في 30 يوليو قال رئيس الوزراء الإيرلندي بيرتي أهرن: «إن هذا الحدث يؤكد بقوة الرسالة الواضحة التي قدمتها الحكومة وهي ضرورة عاجلة لوقف إطلاق النار من جميع الأطراف والحل أكثر صعوبة».
حظرت شحنات القنابل التي أرسلتها الولايات المتحدة إلى إسرائيل باستخدام المجال الجوي الأيرلندي أو المطارات في 29 يوليو. كانت هذه الأسلحة جزءا من سلسلة من شحنات الأسلحة المتفق عليها بين الولايات المتحدة وإسرائيل. تم تحويل الطائرة إلى مطار بريستويك في اسكتلندا.
في 2 أغسطس وافقت لجنة الشؤون الخارجية في البرلمان الأيرلندي بالإجماع على اقتراح يدين سفك الدماء في الشرق الأوسط ويدعو إلى وقف فوري لإطلاق النار وتوفير الإغاثة الإنسانية للمتضررين.

## هولندا
أعرب وزير الخارجية الهولندي برنارد بوت عن «تفهمه لرد فعل إسرائيل» لكنه قال: «سيكون من الصعب دعم إسرائيل في حال وقوع العديد من الضحايا المدنيين». علاوة على ذلك ينبغي أن تحاول إسرائيل كل ما في وسعها لتقليل الخسائر في صفوف المدنيين.

## النرويج
وصف وزير الخارجية النرويجي يوناس غار ستوره رد فعل إسرائيل بأنه «غير مقبول على الإطلاق» مشيرا إلى أنه «تصعيد خطير» بينما يدين أيضا هجوم حزب الله على الجنود الإسرائيليين وخطف الجنديين الإسرائيليين.
ذكر يوناس غار ستوره مرة أخرى في 30 يوليو 2006 أن «الهجوم الإسرائيلي على قرية قانا اللبنانية هو انتهاك واضح للقانون الدولي».
لكنه قال أيضا أن: «حزب الله من خلال معركته أخذ الشعب اللبناني كله رهينة وهو أمر غير مقبول على الإطلاق فالسكان المدنيين مستهدفون والوضع في جنوب لبنان غير آمن سواء في مجال السلامة أو من الناحية الإنسانية وأنا أؤيد منسق الأمم المتحدة للإغاثة في حالات الطوارئ مطالبة جان إيغلاند بوقف إطلاق النار لمدة 72 ساعة وإنشاء خط إمدادات لإرسال إمدادات الإسعافات الأولية إلى جنوب لبنان».

## رومانيا
في 13 يوليو أعربت وزارة الخارجية الرومانية عن قلقها إزاء الأزمة. دعت الوزارة الأطراف المعنية إلى إظهار الهدوء والامتناع عن أية أعمال قد تزيد من تدهور الوضع وربما تؤدي إلى ضحايا جدد وتحدث أضرارا مادية. كما ذكرت وزارة الخارجية الرومانية أن حزب الله يجب أن يطلق سراحهما فورا وبدون قيد أو شرط ويوقفان الهجمات على إسرائيل.
في 19 يوليو قال الرئيس الروماني ترايان باسيسكو في مؤتمر صحفي «لقد بدأنا نواجه أزمة إنسانية» وحثنا مجلس الأمن الدولي على أن يعتمد بسرعة حلا لوضع حد لانعدام الأمن في المنطقة. قال باسيسكو: «نحن نعترف بحق إسرائيل في الأمن لكنها ولدت أزمة إنسانية». «يجب على كلا الطرفين حماية المدنيين» و«عدم قدرة المجتمع الدولي على إنفاذ قرارات الأمم المتحدة أدى إلى كارثة إنسانية». قال أيضا وزير الخارجية رازفان أونغوريانو أن «من الضروري للغاية وقف الأعمال العدائية».

## روسيا
انتقدت روسيا بشدة إسرائيل بسبب هجمتها ضد لبنان التي اندلعت عندما استولى أسر حزب الله جنديين إسرائيليين. قال وزير الخارجية الروسي سيرغي لافروف أن أعمال إسرائيل «تجاوزت حدود عملية مكافحة الإرهاب» كررت دعواتها لوقف فوري لاطلاق النار.
قال وزير الخارجية: «إن هذا رد غير متناسب على ما حدث وإذا كان كلا الجانبين سيدفع كل منهما الآخر إلى زاوية ضيقة وأعتقد أن كل هذا سيتطور بطريقة مأساوية للغاية». أضاف: «نحن نؤكد بقوة على دعم سيادة لبنان ووحدة أراضيه».
دعا وزير الدفاع الروسي سيرجي إيفانوف كلا الجانبين إلى تهدئة الوضع بسرعة وقال أنه يتعين على حزب الله التوقف عن استخدام «الأساليب الإرهابية».
حث الرئيس الروسي فلاديمير بوتين الجانبين على وقف عملياتهما العسكرية. قال بوتين: «إن هذا يجب أن يصبح نقطة الانطلاق لحل جميع المشكلات الأخرى». «سنحث جميع الأطراف المشاركة في النزاع على وقف إراقة الدماء فورا».
كما دعا بوتين إسرائيل إلى ضبط النفس وذكرت وكالة أنباء روسية أن «بوتين يعتقد أن إسرائيل تسعى لتحقيق أهداف أخرى في الشرق الأوسط باستثناء عودة الرهائن».
قال بوتين في مؤتمر صحفي بعد اليوم الأول من قمة مجموعة الثماني: «إننا ندين أي هجمات إرهابية بما فيها عمليات الخطف ولكن هناك انطباع بأن إسرائيل تسعى إلى تحقيق أهداف أخرى أوسع عدا إعادة الجنود المخطوفين». قال أيضا أنه يعتقد أنه لا تزال هناك وسائل لحل النزاع الذي لم يستخدم وحث كل جهد يبذل.

## إسبانيا
أصدر رئيس الوزراء الإسباني خوسيه لويس ثباتيرو بيانا قال فيه: «من وجهة نظري إسرائيل مخطئة والشيء الوحيد هو الدفاع عن النفس والآخر هو شن هجوم مضاد على هجوم عام في لبنان وغزة فقط مواصلة تصعيد العنف في المنطقة». طلبت الحكومة الإسبانية أيضا من إسرائيل أن تتصرف باعتدال وتتناسب مع هذه الأحداث نظرا للحاجة إلى تجنب انتشار العنف مما يعرض استقرار المنطقة للخطر وسيصبح ضحيتها الرئيسية مرة أخرى السكان المدنيين. كما دعت إسبانيا حزب الله إلى إطلاق سراح الجنديين الإسرائيليين.
في يوم السبت 22 يوليو 2006:

## السويد
قال وزير الخارجية يان الياسون في 13 يوليو: «إن الهجوم العسكري الإسرائيلي يشكل تصعيدا خطيرا للغاية للوضع في المنطقة». أدان الهجوم الذي شنه حزب الله لكنه قال أن خط التناسب في رد الفعل قد عبر. «إنني أشعر بعمق في أن السكان المدنيين يتأثرون».
في 30 يوليو قال يان إلياسون: «لقد آن الأوان لإنهاء هذا الجنون ويجب على مجلس الأمن الدولي أن يقبل مسؤوليته وأن يتخذ فورا قرارا لإنهاء الأعمال العدائية».

## سويسرا
في 13 يوليو أدانت وزارة الخارجية السويسرية الأعمال العسكرية الإسرائيلية «غير المتناسبة» في لبنان وذكرت أن «رد إسرائيل يجب أن يظل متناسبا تماما ولا يهدد دولة مجاورة غير عدائية». كما أدانت «هجمات حزب الله ضد المستوطنات في شمال إسرائيل التي تنتهك أيضا القانون الإنساني الدولي». أعربت الإدارة عن قلقها إزاء نشوب صراع إقليمي ودعت جميع الأطراف إلى تهدئة الوضع.
في 27 يوليو عقد المجلس الاتحادي السويسري جلسة خاصة لمناقشة الأزمة. أعلن المجلس أنه يأسف للمأساة الإنسانية للصراع وأنه سيعزز تدابيره المتعلقة بالمعونة الإنسانية كما خصص 5 ملايين فرنك سويسري للمساعدات الطارئة للجنة الدولية للصليب الأحمر. اعتبرت الصحافة أن عدم قيام الحكومة بتكرار انتقاد وزارة الخارجية لإسرائيل وقرارها بعدم إلغاء التعاون السويسري مع صناعة الأسلحة الإسرائيلية يعتبر انتقاما لوزير الخارجية الاشتراكي الصريح ميشلين كالمي راي من خلال أغلبية يمين الوسط في المجلس.

## تركيا
دعا وزير الخارجية التركي السابق عبد الله غل (الرئيس السابق لتركيا) جميع الأطراف في الشرق الأوسط إلى الموافقة على وقف إطلاق النار بسرعة لمنع حدوث مزيد من التصعيد. قال غول للصحفيين: «أدعو الجميع إلى وقف إطلاق النار بسرعة وإذا تأخر وقف إطلاق النار أرى خطر التصعيد والتدمير الكامل لفرصة التعايش».
أصدر رئيس الوزراء رجب طيب أردوغان بيانا أعرب فيه عن مخاوفه بشأن أهداف إسرائيل وتساءل عما إذا كان هذا هو «الغزو الكامل لفلسطين» وأشار إلى أنه «إذا كان هذا هو الحال بالفعل بالتأكيد سيكون هناك تداعيات إنسانية بأكملها وأطفال فلسطين ذات قيمة مثل إسرائيل». انتقد أردوغان الهجمات المضادة الإسرائيلية قائلا: «في حين أن الاختطاف في فلسطين كان سلبيا وخاطئا فإن استخدام القوة المفرطة بعشرة أضعاف هو أكثر من ذلك ولا يوجد سبب يمكن أن يبرر قصف المدنيين وإلقاء النفايات على المدن بطريقة لا ترحم». كما ذكر أردوغان أنه تلقى اتصالا هاتفيا من فؤاد السينيورة رئيس وزراء لبنان حيث أوضح له السينيورة أنه «متهمون على نحو خاطئ بجريمة لم يرتكبوها» وطلبوا منه التدخل نيابة عن وقف إطلاق النار. قال أردوغان في بيانه «سوف نسهم بكل الطرق الممكنة».

## المملكة المتحدة
قالت وزيرة الخارجية البريطانية مارغريت بيكيت أن «دعوة إلى وضع حد للعنف» يجب أن يشكل عنصرا من عناصر «خطة سلام طويلة الأجل». قال مبعوث للاتحاد الأوروبي أن بريطانيا ستدفع «ثمنا سياسيا ثقيلا» إذا استمرت في معارضة الدعوة إلى وقف فوري لإطلاق النار.
في 25 يوليو نشر استطلاع للرأي في صحيفة الغارديان يشير إلى أن 22٪ فقط من البريطانيين يعتقدون أن رد إسرائيل على توغل حزب الله متناسب. أظهر الاستطلاع أيضا أن الأغلبية (63٪ من الذين شملهم الاستطلاع) يعتقدون أن رئيس الوزراء بلير يبقي بريطانيا قريبة جدا من الولايات المتحدة.
حث رئيس الوزراء توني بلير شخصيا على وساطة هادئة بين الجانبين. قال: «إنني أفهم تماما رغبة إسرائيل في الدفاع عن نفسها بشكل صحيح وإنني أدرك أيضا محنة لبنان والحكومة اللبنانية ولا أقول أن الكثير من الفلسطينيين يعانون أيضا». قال: «إن الطريقة الوحيدة التي نتوصل بها إلى حل هذا الوضع هي إذا دعمنا مهمة الأمم المتحدة وحصلنا على بعض الهدوء في الوضع ومن ثم في أقرب وقت ممكن... ارجع إلى خريطة الطريق نحو حل الدولتين الذي يقدم الفرصة الوحيدة للاستقرار والسلام في المستقبل». كما أكد بلير المأساة التي جلبتها الأزمة إلى المنطقة. «ما يحدث هو مأساوي تماما لجميع الأشخاص المعنيين ولكن الحل الوحيد هو أن المجتمع الدولي يخول المعتدلين من كلا الجانبين التوصل إلى حل». في 16 يوليو حمل رئيس الوزراء بلير إيران وسوريا مسئولية اشتعال الوضع في الشرق الأوسط.
في 22 يوليو انتقد كيم هاولز وزارة الخارجية البريطانية المكلف بشؤون الشرق الأوسط قصف إسرائيل للبنان أثناء زيارته لبيروت. قال أن: «تدمير البنية التحتية وموت الكثير من الأطفال والكثير من الناس وهذه لم تكن ضربات جراحية ومن الصعب جدا على ما أعتقد لفهم نوع من التكتيكات العسكرية التي استخدمت كما تعلمون إذا كانوا يطاردون حزب الله ثم يذهبون إلى حزب الله فأنت لا تذهب للأمة اللبنانية بأكملها».
في 25 يوليو كتب منزيز كامبل زعيم الديمقراطيون الليبراليون إلى بلير يطالب بوقف جميع صادرات الأسلحة المستقبلية إلى إسرائيل بما في ذلك إزالة «التراخيص الخاصة». جاءت رسالته بعد نشر تقرير يفصل مبيعات الأسلحة البريطانية لإسرائيل من قبل أربع إدارات حكومية. ذكر كامبل في رسالته: «في ضوء العمل العسكري غير المتناسب الذي تقوم به إسرائيل في لبنان وغزة يجب على الحكومة البريطانية تعليق أي صادرات أسلحة أخرى إلى إسرائيل».
في 27 يوليو احتجت وزيرة الخارجية البريطانية مارغريت بيكيت على حكومة الولايات المتحدة من خلال وزيرة الخارجية الأمريكية كوندوليزا رايس حول استخدامها لمطار بريستويك في اسكتلندا لنقل القنابل إلى إسرائيل. زعم أن الذخائر الموجهة بالليزر تنقل باستخدام طائرتي شحن من طراز إيرباص أيه310 مستأجرة.
في 28 يوليو دعا وزير الخارجية البريطاني السابق والقائد الحالي لمجلس العموم جاك سترو رد إسرائيل بأنه «غير متناسب».
في 29 يوليو حذر وزير الخارجية البريطاني السابق والزعيم الحالي لمجلس العموم جاك سترو من أن العمل العسكري الإسرائيلي "يمكن أن يزيد من زعزعة استقرار الأمة اللبنانية الهشة أصلا" مشيرا إلى أن "إسرائيل لديها حقوق واضحة للدفاع عن نفسها بشكل متناسب". أضاف أنه: "حزن على حد سواء" بالنسبة لجميع المدنيين الإسرائيليين الأبرياء الذين قتلوا في النزاع" و"عشرة أضعاف عدد الأبرياء من الرجال والنساء والأطفال اللبنانيين الذين قتلوا بنيران إسرائيلية".
في 30 يوليو حث السفير البريطاني لدى الأمم المتحدة إمير جونز باري مجلس الأمن على الدعوة إلى وضع حد فوري للأعمال العدائية والعمل من أجل حل سياسي للأزمة.
في 30 يوليو تمكن المتظاهرون المناهضون للحرب في مطار بريستويك في اسكتلندا من استئجار طائرة مستأجرة تحمل قنابل في طريقها من ولاية تكساس إلى تل أبيب إلى قاعدة سلاح الجو الملكي في ميلدنهول في سوفولك بإنجلترا. تشكل القنابل جزءا من سلسلة من شحنات الأسلحة المتفق عليها بين حكومة الولايات المتحدة وإسرائيل وتحولت أصلا من المجال الجوي الأيرلندي حيث رفضت الحكومة الايرلندية السماح للطائرة بالهبوط. أدى نقل الأسلحة إلى إسرائيل عبر المجال الجوي البريطاني إلى إحراج للحكومة البريطانية على الرغم من أن الشحنات ستستمر.

## الكرسي الرسولي
في 14 يوليو قال وزير خارجية الكاردينال أنجيلو سودانو أن: «الكرسي الرسولي يدين الهجمات الإرهابية التي يرتكبها أحد الجانبين والأعمال الانتقامية العسكرية للطرف الآخر. الحق في الدفاع عن دولة ما لا يعفيها من احترام ولا سيما فيما يتعلق بحماية السكان المدنيين. إن الكرسي الرسولي على وجه الخصوص يأسف الآن للهجوم على لبنان وهو دولة حرة ذات سيادة ويؤكد قربه من السكان الذين عانوا كثيرا للدفاع عنهم الاستقلال».
وجهت هذه التصريحات بعض الانتقادات داخل وخارج الفاتيكان لما يعتبر تحيزا مؤيدا للعرب وللإسرائيليين في جزء سودانو. يعتقد أن الحوادث السابقة ذات الطابع المماثل قد ساهمت في قبول البابا الحالي استقالة سودانو في 22 يونيو 2006 على الرغم من أن سودانو سيبقى في منصبه حتى 15 سبتمبر. عقب الاعلانات الصادرة عن البابا نفسه أعرب عن قلقه المتعاظم لمعاناة الشعب الإسرائيلي واللبناني على حد سواء وطلب ثابت لوقف إطلاق النار.
في 16 يوليو أعرب البابا بنديكتوس السادس عشر خلال صلاة أنجيلوس الأسبوعية عن قلقه الشديد إزاء تصاعد الأعمال العسكرية والعديد من الضحايا المدنيين. اعترف بأن النزاع نشأ عن «انتهاكات موضوعية للحق والعدالة» لكنه ذكر أنه «لا يمكن تبرير أي أعمال إرهابية أو أعمال انتقامية خاصة عندما تكون لها عواقب مأساوية على السكان المدنيين» وقال أن طريق الحرب لا يؤدي إلى نتائج إيجابية. بعد أن ذكر أن مدينة حيفا الإسرائيلية قد تعرضت لضربة كبيرة صلى البابا من أجل السلام والوفاق.
خلال تبادل مع الصحافة في 19 يوليو علق البابا قائلا: «أتفق تماما مع بيان مجموعة الثمانية». طلبت مجموعة الثمانية من إسرائيل أن تتصرف بضبط النفس لكنها وضعت اللوم على الصراع على حزب الله.
في 23 يوليو أعلن البابا يوما خاصا للصلاة والجناح من أجل السلام. جدد نداءه للمقاتلين مطالبا بوقف إطلاق النار والسماح بإرسال المساعدات الإنسانية وبدء المفاوضات بمساعدة المجتمع الدولي. أكد البابا مجددا «حق اللبنانيين في سلامة وسيادة بلادهم وحق الإسرائيليين في العيش في سلام في دولتهم وحق الفلسطينيين في إقامة دولة حرة وذات سيادة». كما أعرب عن تضامنه مع السكان المدنيين الذين يعانون بسبب صراع يكونون فيه «ضحايا فقط» وكل من الإسرائيليين أجبروا على العيش في ملاجئ واللبنانيين الذين يرون بلدهم قد دمر ويلتمسون اللجوء في أماكن أخرى.
في 30 يوليو أعرب البابا عن أسفه للحالة «المأساوية بصورة متزايدة» في الشرق الأوسط وكيف يبدو أن «الكراهية والإرادة العديدة في قلوب الكثيرين تنمو». قال أن «هذه الحقائق تبين كيف أنه من غير الممكن إقامة العدل [...] باستخدام أداة العنف». هدد البابا بأن المسؤولين يجب أن يتوقفوا فورا عن الأعمال العدائية «باسم الله». ثم طلب من الحكومات والمؤسسات الدولية بذل كل جهد لتحقيق هذه الغاية وطلب من الناس بالنية الحسنة مواصلة إرسال مساعدات الإغاثة ودعاء الله من أجل السلام.